# Lliga alemanya de futbol 2020-21
La Fußball-Bundesliga 2020-21 va ser la 58a edició de la Lliga alemanya de futbol, la competició futbolística més important del país. Va començar el 18 de setembre de 2020 i va concloure el 22 de maig de 2021. La temporada estava programada inicialment per començar el 21 d'agost de 2020 i concloure el 15 de maig de 2021, tot i que es va retardar a causa de l'ajornament de la temporada anterior com a conseqüència de la pandèmia de COVID-19. Els partits es van anunciar el 7 d'agost de 2020.
El FC Bayern de Múnic va ser el vigent campió i va defensar amb èxit el seu títol, guanyant el seu 9è títol consecutiu i el 31è títol general (30è de l'era de la Bundesliga) el 8 de maig amb tres partits de sobra. En guanyar el seu trentè títol de la Bundesliga, el Bayern de Múnic va ser honrat amb una cinquena estrella d'or a l'escut i samarreta.
El Robert Lewandowski del Bayern va establir un nou rècord de gols marcats en una temporada amb 41, superant el rècord anterior de 40 gols establert per Gerd Müller a la 1971–72.

## Efectes de la pandèmia de COVID-19
El 3 de setembre de 2020, l'Assemblea General de la DFL va votar per ampliar l'ús de cinc substitucions als partits fins a la temporada 2020-21, que s'havia implementat al final de la temporada anterior per reduir l'impacte de la congestió del calendari causada per la pandèmia de la COVID-19. L'IFAB va ampiar l'ús de cinc substituts, segons la decisió dels organitzadors de la competició, fins al 2021. A causa de la pandèmia de COVID-19, la temporada va començar amb partits a porta tancada o amb capacitat reduïda a causa de les restriccions als estats. Leipzig va permetre que comencés la temporada fins a 8.500 espectadors, mentre que la normativa de Berlín permetia fins a 5.000 seguidors.

## Classificació i resultats

### Taula classificatòria
| Pos | Equip                    | PJ | PG | PE | PP | GF | GC | DG  | Pts | Classificació o descens                                              |
| --- | ------------------------ | -- | -- | -- | -- | -- | -- | --- | --- | -------------------------------------------------------------------- |
| 1   | Bayern de Múnic (C)      | 34 | 24 | 6  | 4  | 99 | 44 | +55 | 78  | Classificació per la Fase de grups de la Lliga de Campions           |
| 2   | RB Leipzig               | 34 | 19 | 8  | 7  | 60 | 32 | +28 | 65  | Classificació per la Fase de grups de la Lliga de Campions           |
| 3   | Borussia Dortmund        | 34 | 20 | 4  | 10 | 75 | 46 | +29 | 64  | Classificació per la Fase de grups de la Lliga de Campions           |
| 4   | VfL Wolfsburg            | 34 | 17 | 10 | 7  | 61 | 37 | +24 | 61  | Classificació per la Fase de grups de la Lliga de Campions           |
| 5   | Eintracht Frankfurt      | 34 | 16 | 12 | 6  | 69 | 53 | +16 | 60  | Classificació per la Fase de grups de la Lliga Europa                |
| 6   | Bayer Leverkusen         | 34 | 14 | 10 | 10 | 53 | 39 | +14 | 52  | Classificació per la Fase de grups de la Lliga Europa                |
| 7   | Union Berlin             | 34 | 12 | 14 | 8  | 50 | 43 | +7  | 50  | Classificació per la Ronda de play-off de l'Europa Conference League |
| 8   | Borussia Mönchengladbach | 34 | 13 | 10 | 11 | 64 | 56 | +8  | 49  |                                                                      |
| 9   | VfB Stuttgart            | 34 | 12 | 9  | 13 | 56 | 55 | +1  | 45  |                                                                      |
| 10  | SC Freiburg              | 34 | 12 | 9  | 13 | 52 | 52 | 0   | 45  |                                                                      |
| 11  | 1899 Hoffenheim          | 34 | 11 | 10 | 13 | 52 | 54 | −2  | 43  |                                                                      |
| 12  | Mainz 05                 | 34 | 10 | 9  | 15 | 39 | 56 | −17 | 39  |                                                                      |
| 13  | FC Augsburg              | 34 | 10 | 6  | 18 | 36 | 54 | −18 | 36  |                                                                      |
| 14  | Hertha BSC               | 34 | 8  | 11 | 15 | 41 | 52 | −11 | 35  |                                                                      |
| 15  | Arminia Bielefeld        | 34 | 9  | 8  | 17 | 26 | 52 | −26 | 35  |                                                                      |
| 16  | 1. FC Köln (O)           | 34 | 8  | 9  | 17 | 34 | 60 | −26 | 33  | Play-off per la permanència                                          |
| 17  | Werder Bremen (R)        | 34 | 7  | 10 | 17 | 36 | 57 | −21 | 31  | Descens a la 2. Bundesliga                                           |
| 18  | FC Schalke 04 (R)        | 34 | 3  | 7  | 24 | 25 | 86 | −61 | 16  | Descens a la 2. Bundesliga                                           |

1. 1 2  Atès que el guanyador de la DFB-Pokal 2020-21, el Borussia Dortmund, es va classificar per a la Lliga de Campions en funció de la posició a la lliga, la plaça de la fase de grups de l'Europa League va passar al sisè classificat i el de la Lliga Europa Conferència al setè.

### Resultats
| Casa \ Fora              | AUG | BSC | UNB | BIE | BRE | DOR | FRA | FRE | HOF | KÖL | LEI | LEV | MAI | MÖN | MUN | SCH | STU | WOL |
| ------------------------ | --- | --- | --- | --- | --- | --- | --- | --- | --- | --- | --- | --- | --- | --- | --- | --- | --- | --- |
| FC Augsburg              | —   | 0–3 | 2–1 | 0–0 | 2–0 | 2–0 | 0–2 | 1–1 | 2–1 | 2–3 | 0–2 | 1–1 | 3–1 | 3–1 | 0–1 | 2–2 | 1–4 | 0–2 |
| Hertha BSC               | 2–1 | —   | 3–1 | 0–0 | 1–4 | 2–5 | 1–3 | 3–0 | 0–3 | 0–0 | 0–3 | 3–0 | 0–0 | 2–2 | 0–1 | 3–0 | 0–2 | 1–1 |
| Union Berlin             | 1–3 | 1–1 | —   | 5–0 | 3–1 | 2–1 | 3–3 | 1–1 | 1–1 | 2–1 | 2–1 | 1–0 | 4–0 | 1–1 | 1–1 | 0–0 | 2–1 | 2–2 |
| Arminia Bielefeld        | 0–1 | 1–0 | 0–0 | —   | 0–2 | 0–2 | 1–5 | 1–0 | 1–1 | 1–0 | 0–1 | 1–2 | 2–1 | 0–1 | 1–4 | 1–0 | 3–0 | 0–3 |
| Werder Bremen            | 2–0 | 1–4 | 0–2 | 1–0 | —   | 1–2 | 2–1 | 0–0 | 1–1 | 1–1 | 1–4 | 0–0 | 0–1 | 2–4 | 1–3 | 1–1 | 1–2 | 1–2 |
| Borussia Dortmund        | 3–1 | 2–0 | 2–0 | 3–0 | 4–1 | —   | 1–2 | 4–0 | 2–2 | 1–2 | 3–2 | 3–1 | 1–1 | 3–0 | 2–3 | 3–0 | 1–5 | 2–0 |
| Eintracht Frankfurt      | 2–0 | 3–1 | 5–2 | 1–1 | 1–1 | 1–1 | —   | 3–1 | 2–1 | 2–0 | 1–1 | 2–1 | 1–1 | 3–3 | 2–1 | 3–1 | 1–1 | 4–3 |
| SC Freiburg              | 2–0 | 4–1 | 0–1 | 2–0 | 1–1 | 2–1 | 2–2 | —   | 1–1 | 5–0 | 0–3 | 2–4 | 1–3 | 2–2 | 2–2 | 4–0 | 2–1 | 1–1 |
| 1899 Hoffenheim          | 3–1 | 2–1 | 1–3 | 0–0 | 4–0 | 0–1 | 1–3 | 1–3 | —   | 3–0 | 0–1 | 0–0 | 1–2 | 3–2 | 4–1 | 4–2 | 3–3 | 2–1 |
| 1. FC Köln               | 0–1 | 0–0 | 1–2 | 3–1 | 1–1 | 2–2 | 1–1 | 1–4 | 2–3 | —   | 2–1 | 0–4 | 2–3 | 1–3 | 1–2 | 1–0 | 0–1 | 2–2 |
| RB Leipzig               | 2–1 | 2–1 | 1–0 | 2–1 | 2–0 | 1–3 | 1–1 | 3–0 | 0–0 | 0–0 | —   | 1–0 | 3–1 | 3–2 | 0–1 | 4–0 | 2–0 | 2–2 |
| Bayer Leverkusen         | 3–1 | 0–0 | 1–1 | 1–2 | 1–1 | 2–1 | 3–1 | 1–2 | 4–1 | 3–0 | 1–1 | —   | 2–2 | 4–3 | 1–2 | 2–1 | 5–2 | 0–1 |
| Mainz 05                 | 0–1 | 1–1 | 1–0 | 1–1 | 0–1 | 1–3 | 0–2 | 1–0 | 1–1 | 0–1 | 3–2 | 0–1 | —   | 2–3 | 2–1 | 2–2 | 1–4 | 0–2 |
| Borussia Mönchengladbach | 1–1 | 1–1 | 1–1 | 5–0 | 1–0 | 4–2 | 4–0 | 2–1 | 1–2 | 1–2 | 1–0 | 0–1 | 1–2 | —   | 3–2 | 4–1 | 1–2 | 1–1 |
| Bayern de Múnic          | 5–2 | 4–3 | 1–1 | 3–3 | 1–1 | 4–2 | 5–0 | 2–1 | 4–1 | 5–1 | 3–3 | 2–0 | 5–2 | 6–0 | —   | 8–0 | 4–0 | 2–1 |
| FC Schalke 04            | 1–0 | 1–2 | 1–1 | 0–1 | 1–3 | 0–4 | 4–3 | 0–2 | 4–0 | 1–2 | 0–3 | 0–3 | 0–0 | 0–3 | 0–4 | —   | 1–1 | 0–2 |
| VfB Stuttgart            | 2–1 | 1–1 | 2–2 | 0–2 | 1–0 | 2–3 | 2–2 | 2–3 | 2–0 | 1–1 | 0–1 | 1–1 | 2–0 | 2–2 | 1–3 | 5–1 | —   | 1–3 |
| VfL Wolfsburg            | 0–0 | 2–0 | 3–0 | 2–1 | 5–3 | 0–2 | 2–1 | 3–0 | 2–1 | 1–0 | 2–2 | 0–0 | 2–3 | 0–0 | 2–3 | 5–0 | 1–0 | —   |

## Play-off
| Equip de la 1.Bundesliga | Global | Equip de la 2.Bundesliga | Anada | Tornada |
| ------------------------ | ------ | ------------------------ | ----- | ------- |
| 1.FC Köln                | 5–2    | Holstein Kiel            | 0–1   | 5–1     |